# Hondo, Texas
Hondo là một thành phố thuộc quận Medina, tiểu bang Texas, Hoa Kỳ. Năm 2010, dân số của xã này là 8803 người.

## Dân số
- Dân số năm 2000: 7897 người.
- Dân số năm 2010: 8803 người.